# خوان رامون سوليس
خوان رامون سوليس (بالإسبانية: Juan Ramón Solís) (14 يونيو 1984 بمقاطعة تشيتري في بنما - ) هو لاعب كرة قدم سلفادوري في مركز الوسط. شارك مع منتخب بنما لكرة القدم. أما مع النوادي، فقد لعب مع بلازا أمادور وSan Francisco F.C. ‏ وBelize Defence Force FC ‏ وسبورتينغ سان ميغيليتو ونادي إنفيغادو ونادي أكويلا.

## وصلات خارجية
- خوان رامون سوليس على موقع الاتحاد الدولي (مؤرشف)  (الإنجليزية)
- خوان رامون سوليس على موقع إي إس بي إن إف سي (الإنجليزية)
- خوان رامون سوليس على موقع قاعدة بيانات كرة القدم.إي يو (الإنجليزية)
- خوان رامون سوليس على موقع ناشيونال فوتبول تيمز (الإنجليزية)
- خوان رامون سوليس على موقع Soccerway.com (الإنجليزية)
- خوان رامون سوليس على موقع عالم كرة القدم.نت (الإنجليزية)